# Охос-Негрос
Охос-Негрос (ісп. Ojos Negros) — муніципалітет в Іспанії, у складі автономної спільноти Арагон, у провінції Теруель. Населення — 489 осіб (2010).
Муніципалітет розташований на відстані близько 190 км на схід від Мадрида, 55 км на північний захід від міста Теруель.
На території муніципалітету розташовані такі населені пункти: (дані про населення за 2010 рік)
- Охос-Негрос: 422 особи
- Сьєрра-Менера: 67 осіб

## Демографія
Динаміка населення (INE ):